# تضخم اللثة الناجم عن الأدوية
تضخم اللثة الناجم عن الأدوية أو ما يُعرف باسم فرط نمو اللثة الناجم عن الأدوية هو أحد الآثار الجانبية للعديد من الأدوية الجهازية التي تصل إلى جهاز الدوران لذلك فإن كل الجسم سوف يتأثر ومن ضمنه اللثة، مثال على الأدوية التي تتسبب في تضخم اللثة هم منظمات المناعة وحاصرات قنوات الكالسيوم ومضادات الاختلاج وتزداد الحالة سوءًا إذا تصاحبت مع سوء صحة الفم لتؤدي بذلك إلى تشوه شكل الابتسامة والألم، يُعزى تضخم اللثة في بعض الأحيان إلى عوامل جينية تظهر تضخمًا في حليمات اللثة الأمامية.

## فئات الأدوية
الفئات الرئيسية من الأدوية التي تؤدي إلى تضخم اللثة هي:

### مضادات الاختلاج
ترتبط الأدوية المضادة للاختلاج مثل الفينيتوين بأشكال شائعة من تضخم اللثة، بسبب زيادة المستقلبات من تحلل مضادات الاختلاج في الجسم، وهذا ما لوحظ عند الاستخدام المزمن لمضادات الاختلاج المختلفة عند الأطفال الذي أدى إلى تضخم اللثة.

### الأدوية المثبطة للمناعة
غالبًا ما يتم وصف مثبطات المناعة للمرضى الذين يخوضون عمليات زراعة أعضاء أو للمرضى الذين يعانون من أمراض المناعة الذاتية، مثال على الأدوية المثبطة للمناعة الشائعة المرتبطة بتضخم اللثة هي السيكلوسبورين والتاكروليمنوس، إذ ظهر تضخم اللثة عند 53% من المرضى الذين تناولوا السيكلوسبورين بعد زراعة الكلى.

## العلاج
يُعالج تضخم اللثة الناجم عن الأدوية بطريقة أولية باتباع عادات صحية للعمناية بالفم إذ تعتبر الخيار الأبسط لتخفيف تضخم اللثة، ينصح أيضًا بقطع تناول الدواء بعد استشارة الطبيب المشرف على الحالة أو استبدالها بأدوية أخرى تحمل نفس الصفات العلاجية ولكن لا تسبب تضخم اللثة، يمكن معالجة تضخم اللثة عن طريق استئصال الأنسجة اللثوية الزائدة بعملية جراحية او باستخدام ليزر ثاني أكسيد الكربون لتقليل النزيف وزيادة تعقيم المنطقة.